# JibJab

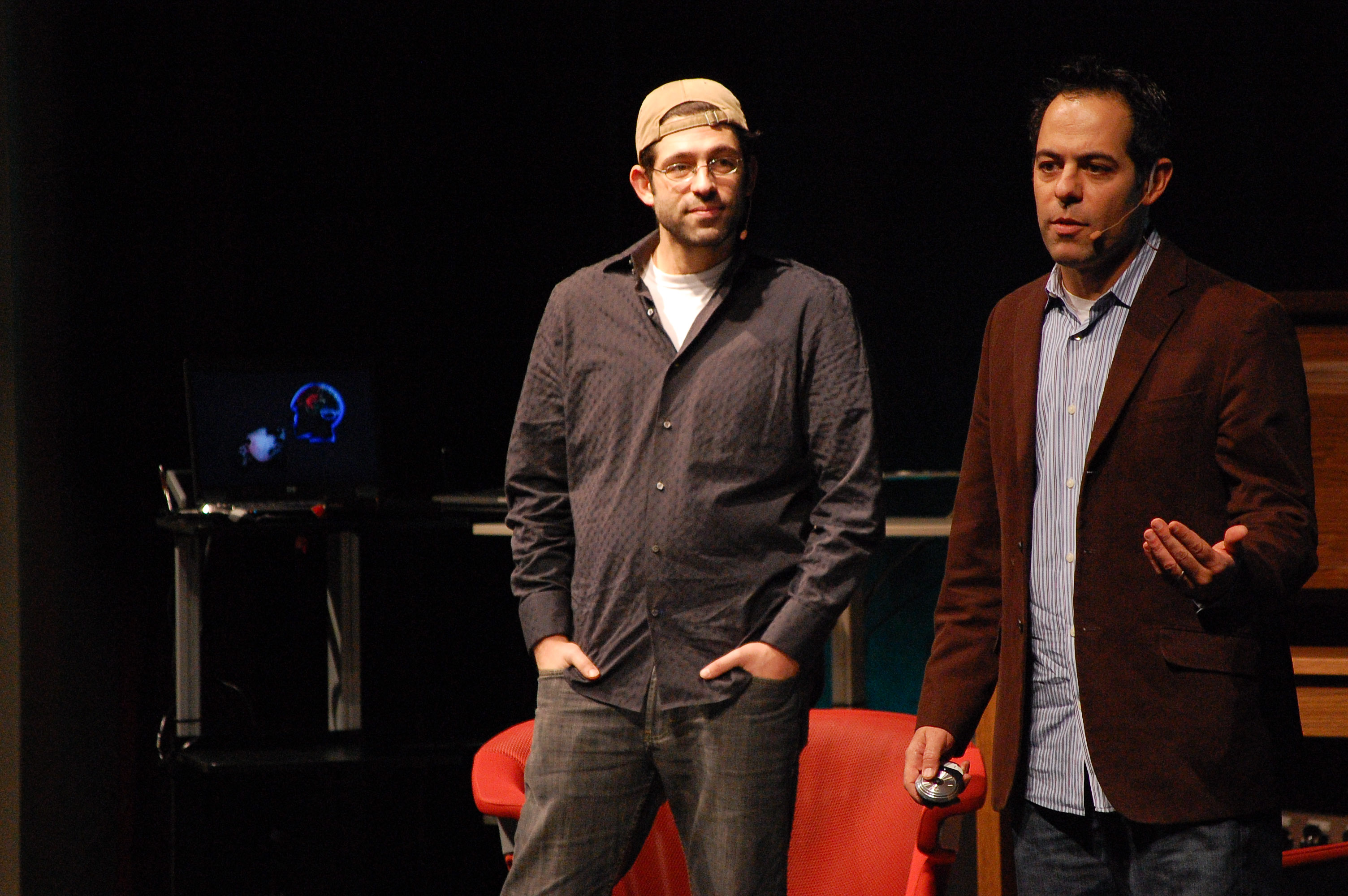
Evan e Gregg Spiridellis no Entertainment Gathering 2010

JibJab é um estúdio de entretenimento digital com sede em Los Angeles, Califórnia. Fundada em 1999 pelos irmãos Evan e Gregg Spiridellis, conquistou grande atenção durante a eleição presidencial de 2004 nos Estados Unidos, quando o vídeo de George Bush e John Kerry cantando This Land Is Your Land se tornou um sucesso viral. Inicialmente conhecido pela sátira política e social, o JibJab produziu comerciais e curtas-metragens para clientes como Sony, Noggin e Disney antes de se concentrar em seus agora emblemáticos serviços de eCard e mensagens personalizadas. Em 2016, seu programa de criação de figurinhas animadas — disponível desde 2004 — tornou-se o principal aplicativo da iMessage App Store pelo crescimento de downloads.
Em 2012, o JibJab também se expandiu para o mercado educacional infantil com seu programa de aprendizado em várias plataformas, o StoryBots, que desde então gerou duas séries de TV da Netflix, Ask the StoryBots e StoryBots Super Songs.
Em 2019, a JibJab foi adquirida pela empresa de private equity Catapult Capital.

## Sátira política

### "Capitol III"
Para a eleição presidencial de 2000, o JibJab lançou uma animação em Flash intitulada "Capitol III" em julho de 2000, que apresentava uma batalha de rap animada entre George W. Bush e Al Gore. Aparições de Bill Clinton e George H. W. Bush também são feitas.

### "This Land"
Para a eleição presidencial de 2004, o JibJab criou uma animação em Flash intitulada "This Land", que apresentava versões animadas de George W. Bush e John Kerry — dubladas pelo comediante Jim Meskimen — cantando uma paródia da música This Land Is Your Land, de Woody Guthrie.
O vídeo foi considerado um sucesso instantâneo, sendo finalmente exibido em todos os continentes (incluindo a Antártica) e também na Estação Espacial Internacional, enquanto o site foi listado como número um na lista "Movers and Shakers" do Alexa. A onda de tráfego forçou o servidor do JibJab a ser desligado após um dia, e o clipe foi colocado no AtomFilms, onde obteve mais de um milhão de acessos em 24 horas.
Depois de ser vinculado a milhares de sites, o vídeo foi apresentado várias vezes na mídia impressa e na televisão, incluindo NBC Nightly News, Fox News e ABC World News Tonight. Em 26 de julho de 2004, os criadores apareceram no The Tonight Show com Jay Leno. Em dezembro de 2004, os irmãos Spiridellis foram nomeados Pessoas do Ano por Peter Jennings.
A Richmond Organization, uma editora de música que detém os direitos autorais da música de Guthrie por meio de sua Ludlow Music Unit, ameaçou uma ação legal. O JibJab respondeu com uma ação em um tribunal federal da Califórnia, alegando que a música estava protegida sob uma isenção de uso justo para paródias. JibJab e Ludlow Music chegaram a um acordo depois que os advogados de JibJab descobriram evidências de que a música havia passado para o domínio público em 1973. Os termos do acordo permitiram a distribuição contínua de This Land.

### "Good to be in DC"
Em outubro de 2004, o JibJab deu continuidade a outra animação original, "Good to be in DC", com a música "Dixie". Neste vídeo, versões animadas de George W. Bush, Dick Cheney, John Kerry e John Edwards cantam sobre suas esperanças para a próxima eleição.

### "Second Term"
Imediatamente após a vitória nas eleições de George W. Bush, o JibJab lançou um terceiro vídeo, "Second Term". Com a música "She'll Be Coming 'Round the Mountain", um Bush animado se regozija com sua bem-sucedida candidatura a um segundo mandato como presidente, embora John Kerry, talvez, tenha a chance de se tornar presidente algum dia.

### "Time for Some Campaignin'"
Para a eleição presidencial de 2008, o JibJab lançou outra animação com tema eleitoral, "Time for Some Campaignin'", em julho daquele ano. Com a música "The Times They Are a Changin", de Bob Dylan, versões animadas de Bill e Hillary Clinton, John McCain, Barack Obama, George Bush e Dick Cheney cantam suas expectativas presidenciais. Os telespectadores tinham a opção de inserir seu próprio rosto como o de um eleitor assediado.

### "He's Barack Obama"
Após Barack Obama se tornar presidente, JibJab lançou "He's Barack Obama", onde eles retratavam Obama como um super-herói. A música se torna uma interpretação do heavy metal de "When Johnny Comes Marching Home", pois ele promete consertar o Oriente Médio, derrotar o Taliban, consertar as escolas, lutar contra um urso, consertar o déficit e muito mais.

### Eleição de 2012
Para a eleição presidencial de 2012, o JibJab não fez um vídeo de eleição e, em vez disso, começou a concentrar seus esforços nos negócios de cartões eletrônicos. No entanto, um aplicativo online para eleições foi lançado em outubro daquele ano.

## Year in Review
A partir de 2005 e pelos próximos nove anos consecutivos até 2015, o JibJab lançou anualmente vídeos "Year in Review", geralmente no final de dezembro, entre o Natal e o Ano-Novo. Os vídeos foram enviados no YouTube. Em 11 de dezembro de 2015, o JibJab fez um anúncio no Facebook de que não lançaria mais os vídeos "Year in Review".

### "2-0-5" - Year In Review de 2005
2-0-5 é o year in review do ano de 2005, com as músicas "Auld Lang Syne" e "Turkey In The Straw". 2-0-5 é cantado na perspectiva de George W. Bush relembrando eventos do ano.

### Nuckin Futs! - Year in Review de 2006
Este Year in Review retrata um concerto de Natal com as crianças cantando sobre o ano passado, cantadas ao som de Jingle Bells.
No final do vídeo, afirma que do jeito que as coisas estão indo, o Armagedom não vai demorar.

### Em 2007
A música "We Don't Start The Fire" de Billy Joel foi usada neste Year in Review. O tema é a chegada do Relatório Anual da Humanidade de 2007 e um grupo de anjos não quer enfurecer a Deus.

### Year in Review de 2008
Neste Year in Review, o antigo Baby New Year (caricatura de Jimmy Durante) canta sobre os eventos do ano passado para o próximo Baby New Year de 2009, dizendo que o ano estava ruim. A música usada nesta edição é "Miss Susie".

### Never A Year Like '09
Cantada ao som de "The Entertainer", narra os eventos passados do ano. O estilo de animação é notavelmente diferente dos anos anteriores.

### So Long To Ya, 2010
O Year in Review de 2010 foi ao ar em 19 de dezembro de 2010 na CBS News Sunday Morning. Apresentava bonecos de Obama e Joe Biden cantando sobre o que aconteceu no ano de 2010; a música foi ajustada para a música "The Daring Young Man on the Flying Trapeze". A revisão se concentrou principalmente em Barack Obama, bem como em outros eventos políticos.

### 2011, Buh-Bye!
Em 20 de dezembro de 2011, o Year in Review de 2011, intitulado "2011, Buh-Bye!" foi lançado e está disponível no YouTube e no site deles. Cantada ao som de "My Bonnie Lies Over The Ocean", cobriu vários eventos.

### 2012: The End is Here!
Originalmente publicado na Internet em 20 de dezembro de 2012, o Year in Review de 2012 usava a chamada "Profecia Maia" do fim do mundo como tema visual, com dois personagens maias esculpindo um calendário estilizado em pedra, enquanto um meteoro é visto no céu lançando-se em direção à Terra. É cantada ao som de "Down By The Riverside".
O vídeo termina com um impacto de meteoro na Terra, com 2013 começando como a nova era.

### 2013: What a Year!
Publicado em 19 de dezembro de 2013, o Year in Review de 2013 foi um número musical da Broadway. É cantado ao som de "Give My Regards To Broadway".

### 2014, You Are History
Publicado em 21 de dezembro de 2014, o Year in Review de 2014 é cantado ao som da 9.ª Sinfonia de Beethoven (movimento final), também conhecido como "Hino à Alegria".